# U.S. National Championships 1902
Gli U.S. National Championships 1902 (conosciuti oggi come US Open) sono stati la 22ª edizione degli U.S. National Championships e terza prova stagionale dello Slam per il 1902. I tornei maschili si sono disputati al Newport Casino di Newport, quelli femminili e il doppio misto al Philadelphia Cricket Club di Filadelfia, negli Stati Uniti.
Il singolare maschile è stato vinto dallo statunitense William Larned, che si è imposto sul britannico Reginald Doherty in quattro set col punteggio di 4–6, 6–2, 6–4, 8–6. Il singolare femminile è stato vinto dalla statunitense Marion Jones, che ha vinto in finale per ritiro della connazionale Elisabeth Moore. Nel doppio maschile si sono imposti Reggie Doherty e Laurie Doherty. Nel doppio femminile hanno trionfato Juliette Atkinson e Marion Jones. Nel doppio misto la vittoria è andata a Elisabeth Moore, in coppia con Wylie Grant.

## Seniors

### Singolare maschile
William Larned ha battuto in finale  Reginald Doherty con il punteggio di 4–6, 6–2, 6–4, 8–6.

### Singolare femminile
Marion Jones ha battuto in finale  Elisabeth Moore che si è ritirata sul punteggio di 6–1, 1–0.

### Doppio maschile
Reggie Doherty /  Laurie Doherty hanno battuto in finale  Holcombe Ward /  Dwight Davis con il punteggio di 11–9, 12–10, 6–4.

### Doppio femminile
Juliette Atkinson /  Marion Jones hanno battuto in finale  Maud Banks /  Winona Closterman con il punteggio di 6–2, 7–5.

### Doppio misto
Elisabeth Moore /  Wylie Grant hanno battuto in finale  Elizabeth Rastall /  Albert Hoskins con il punteggio di 6–2, 6–1.